# پوینت کورز
پوینت کورز (به لاتین: Pointe Kurz) یک کوه در سوئیس است که در کانتون وله واقع شده‌است. پوینت کورز ۳٬۶۸۰ متر بالاتر از سطح دریا واقع شده‌است.